# Đền Pashupatinath
Đền Pashupatinath (tiếng Nepal: पशुपतिनाथ मन्दिर]) là một tổ hợp đền thờ Hindu giáo linh thiêng và nổi tiếng nằm trên bờ sông Bagmati cách 5 kilômét về phía đông bắc của thủ đô Kathmandu, một phần phía đông của thung lũng Kathmandu, Nepal. Nơi đây là chính đền của Pashupati, một hiện thân của thần Shiva. Quần thể đền thờ này đã được UNESCO công nhận là Di sản thế giới từ năm 1979 như là một phần của thung lũng Kathmandu. Nơi đây tập hợp các đền thờ rộng lớn, các tu viện, hình ảnh và chữ khắc hình thành qua nhiều thế kỷ nằm dọc theo bờ sông Bagmati linh thiêng.
Đền thờ này cũng là một trong số 275 đền thờ Paadal Petra Sthalam vĩ đại. Trong trận động đất Nepal xảy ra vào tháng 4 năm 2015, những tòa nhà bên trong khu vực Di sản thế giới và cả bên ngoài quần thể đền thờ này đã bị hư hại nghiêm trọng.

## Lịch sử
Đây là một đền thờ nổi tiếng được thành lập vào thế kỷ 5 bởi vua của vương quốc Licchavi Prachanda Dev sau khi tòa nhà trước đó bị hư hại nghiêm trọng bởi mối mọt. Theo thời gian, nhiều đền thờ khác đã được dựng lên xung quanh ngôi đền hai tầng đầu tiên này. Chúng bao gồm quần thể đền Vishnu giáo với một ngôi đền Rama thế kỷ 14 và Đền Guhyeshwari được nhắc đến trong một bản thảo thế kỷ 11.

## Mô tả
Quần thể đền thờ này có diện tích 0,64 hecta chứa 518 đền thờ và di tích liên quan. Đền thờ chính nằm trong một sân trong kiên cố của khu phức hợp và được bảo vệ nghiêm ngặt bởi những cảnh sát thường phục và quân đội Nepal với một đồn cảnh sát bên trong. Cổng phía tây là một bức tượng bò Nandi khổng lồ bằng đồng. Ngoài ra là rất nhiều các đền thờ Shiva và Vishnu truyền thống khác nằm trong khu vực quần thể.

### Đền thờ bên trong sân
- Đền Vasuki Nath
- Đền Unmatta Bhairava
- Đền Surya Narayana
- Đền Kirtimukha Bhairava
- Điện thờ Budhanilakantha
- Điện thờ Hanuman
- Điện thờ 184 Sivalinga

### Đền thờ bên ngoài sân
- Ram Mandir
- Đền Virat Swaroop
- 12 Jyotirlingha và Pandra Shivalaya
- Đền Guhyeshwari

Các đền thờ có chính sách thu phí tham quan đối với những người da trắng, ngay cả khi họ cũng là người theo đạo Hindu.

### Đền chính
Ngôi đền chính được xây dựng theo phong cách kiến trúc chùa chiền ở Nepal. Tất cả các đặc điểm và phong cách của một ngôi chùa Nepal được tìm thấy tại đây như là kiến trúc hình khối, các xà gỗ được chạm khắc tuyệt đẹp. Hai mái nhà bằng đồng được phủ vàng. Ngôi đền nằm trên một nền móng hình vuông có chiều cao 23,07 mét tính từ chân đế đến đỉnh của đền. Nó có bốn cửa chính, tất cả đều được phủ bằng tấm bạc, trong khi đỉnh chóp của đền thờ này bằng vàng (Gajur). Vào trong là hai buồng thờ Garbhagriha sắp xếp theo phía ngoài và phía trong. Garbhagriha phía trong là nơi đặt tượng thần trong khi phía ngoài là một cấu trúc giống như hành lang mở.

## Hình ảnh

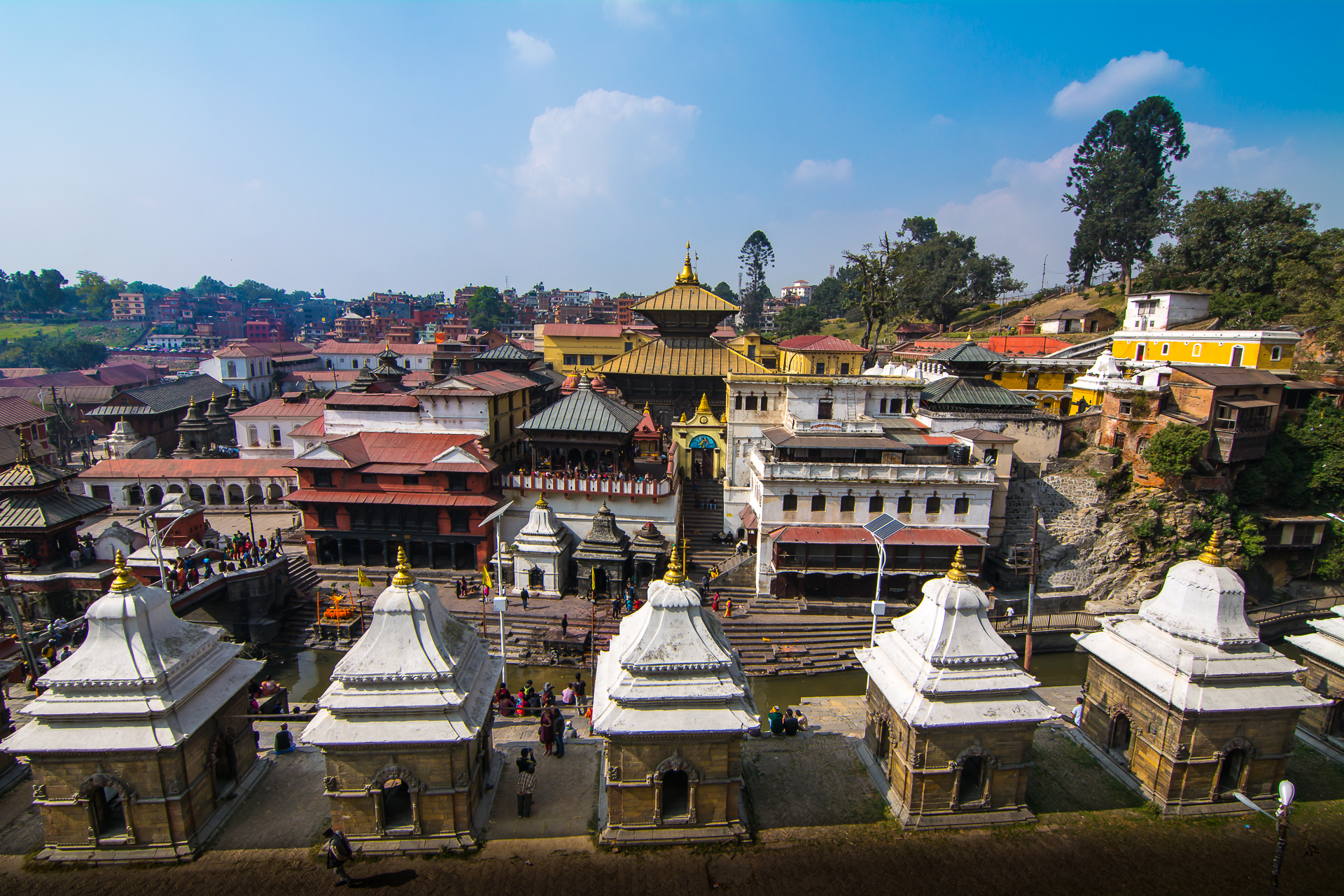
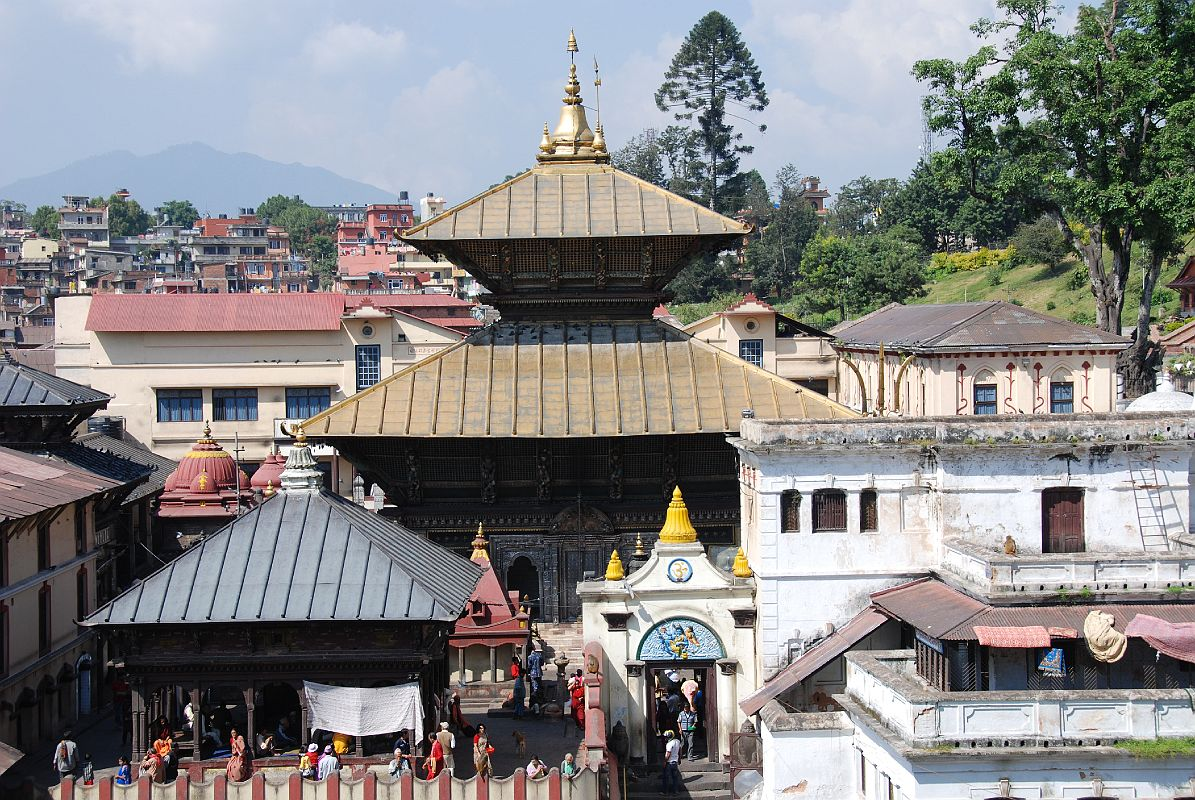
Cổng vào với hình ảnh bò Nandi
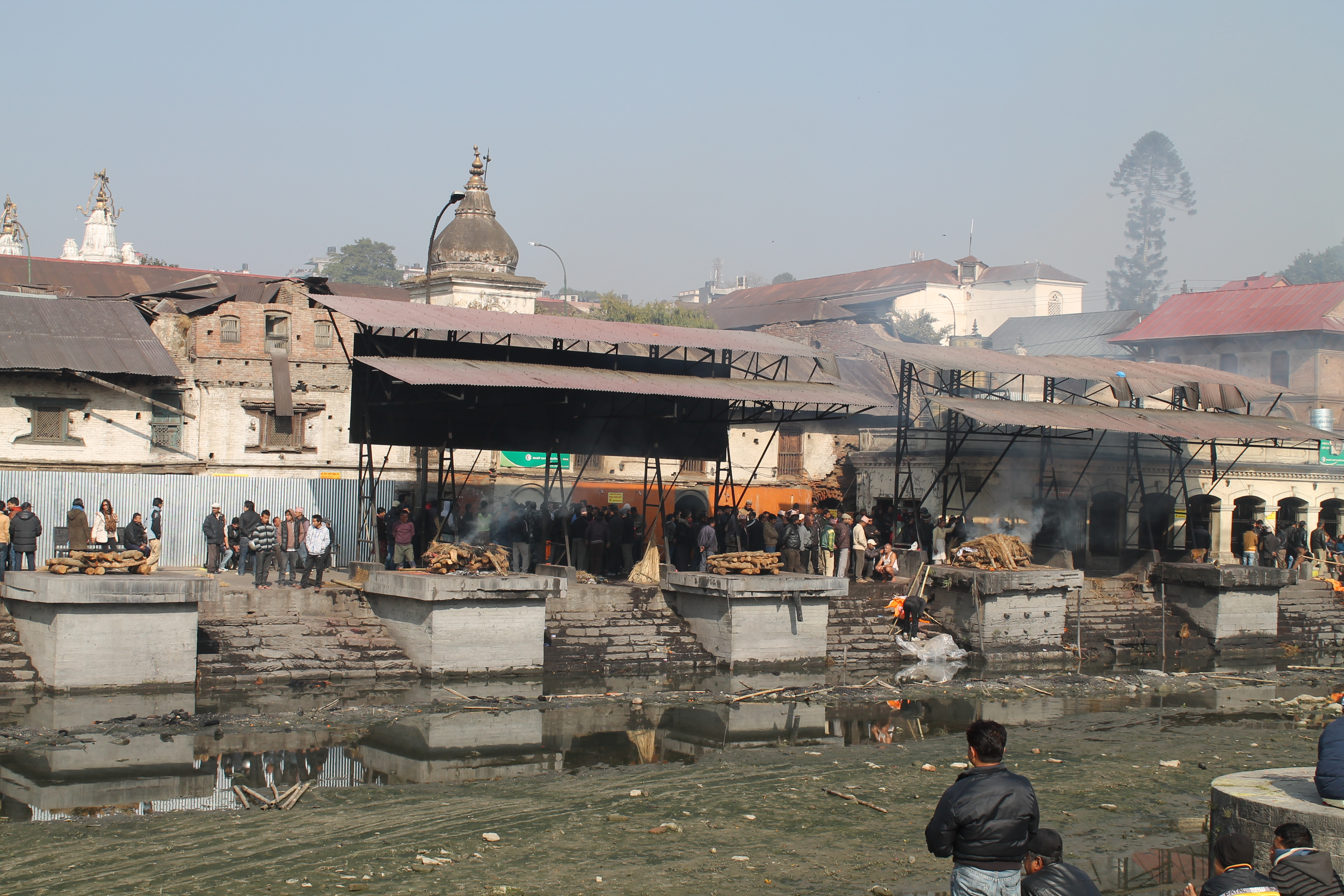
Bờ sông là nơi diễn ra cảnh hỏa táng
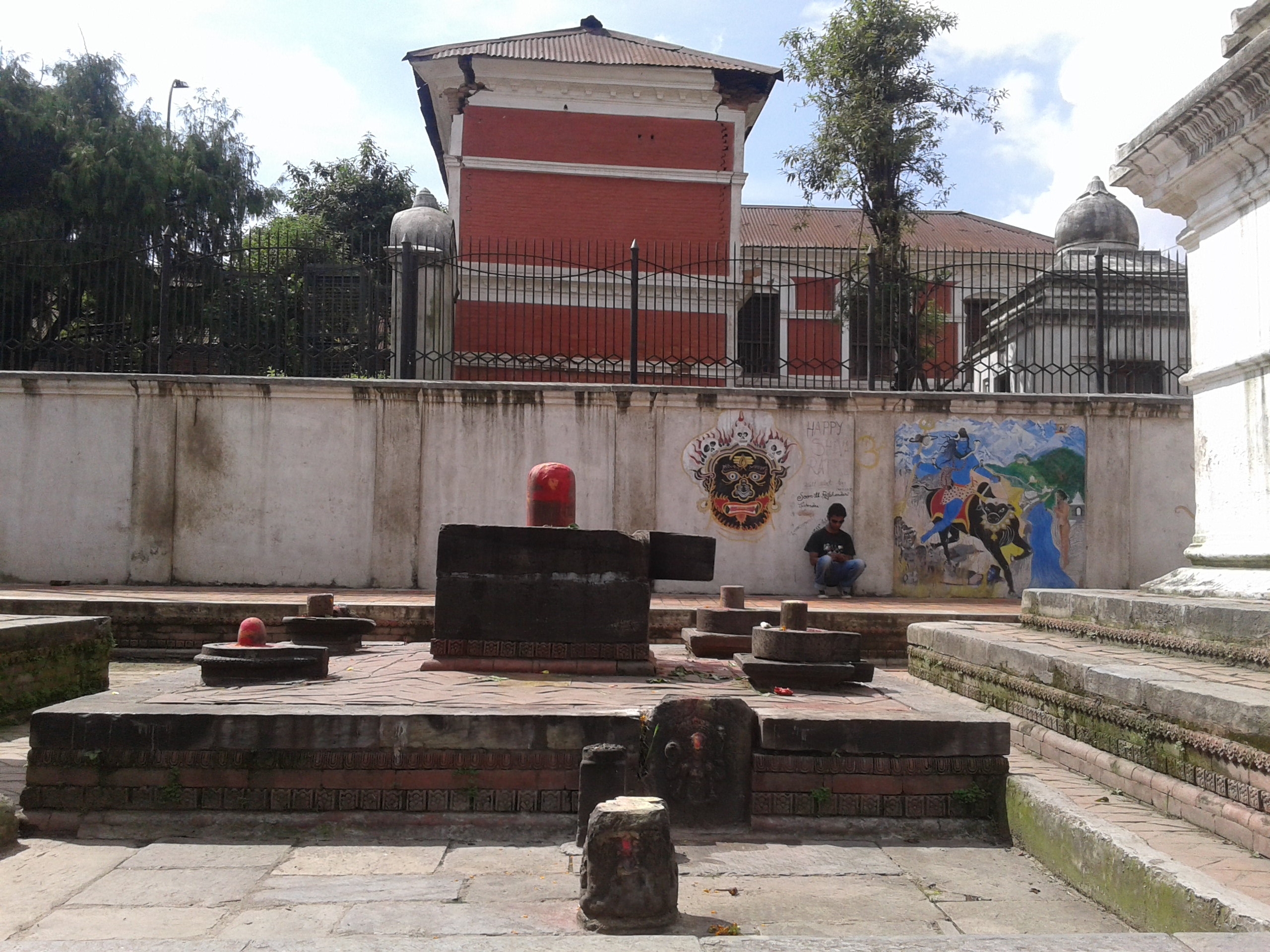
Một số Shivalinga tại Pashupatinath
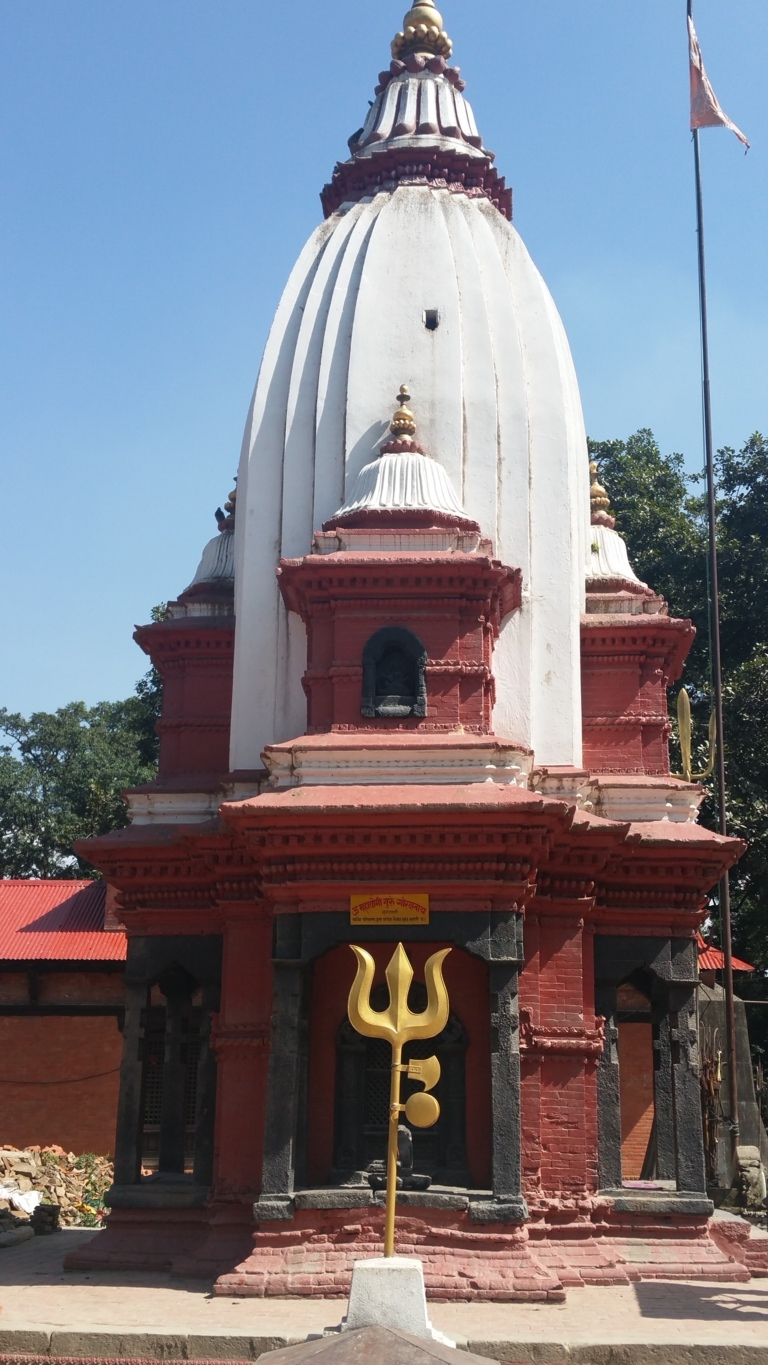
Đền thờ Shiva theo phong cách Shikhar